# Божик, Йожеф

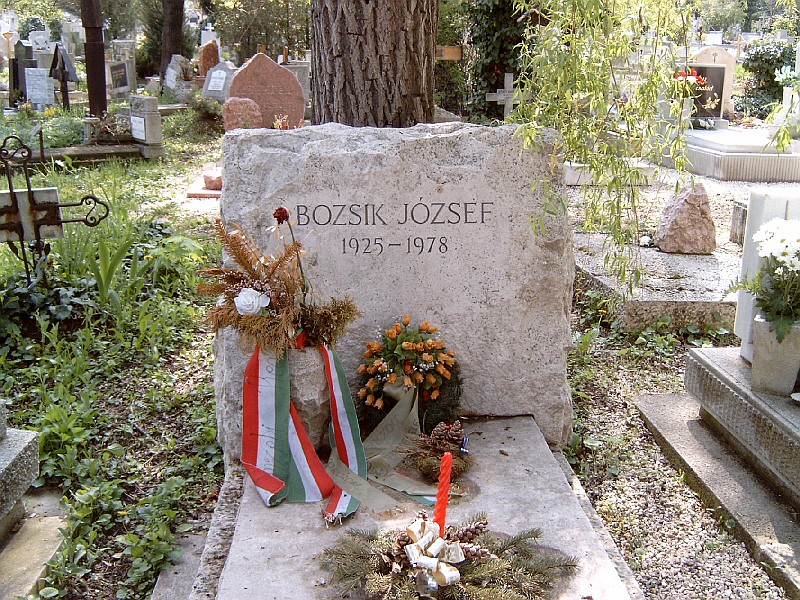
Могила Божика

Йо́жеф Бо́жик (венг. Bozsik József, венгерское произношение [ˈboʒik ˈjoːʒɛf]; 28 ноября 1925, Кишпешт, Пешт-Пилиш-Шольт-Кишкун — 31 мая 1978, Будапешт) — венгерский футболист, тренер. Выступал на позиции полузащитника. Провёл 101 матч за сборную Венгрии.

## Биография

### Клубная карьера
Родился в Кишпеште, ныне один из районов Будапешта. Прозвище «Цуцу» он получил от своей бабушки, таким причмокивающим окриком будапештские извозчики подстёгивали лошадей, Божик любил издавать этот звук в игре. Он рос, играя в футбол на местном стадионе вместе со своим лучшим другом и соседом Ференцем Пушкашем. В 11 лет он привлек внимание «Кишпешта» и клуб взял его в молодёжную команду. В 1943 году он дебютировал в составе первой команды в матче против «Вашаша».

### Карьера в сборной
За Венгрию он дебютировал в возрасте 22 лет в матче против Болгарии 17 августа 1947 года и сыграл за неё 101 матч и забил 11 мячей. Его последним голом был гол, забитый 18 апреля 1962 года в ворота Уругвая. Божик вместе со сборной одержал победу в футбольном турнире Олимпиада 1952 в Хельсинки и занял второе место на Чемпионате мира 1954 года.
Он также принимал участие в знаменитом матче на «Уэмбли» в 1953 году, в котором «золотая команда» Венгрии разгромила Англию со счётом 6:3, и в ответном матче в Будапеште, в котором англичане потерпели самое тяжёлое поражение в своей истории со счётом 7:1.

### Стиль игры
В расцвете сил Божик считался одним из лучших атакующих полузащитников в мире. Он обладал отличной техникой, чутьем, игровым интеллектом, точностью передач и креативностью, хотя страдал от нехватки скорости. Он часто играл в качестве оттянутого вглубь диспетчера, где его игровые способности были также особо полезны.

### Тренерская карьера
На протяжении своей карьеры Божик выиграл множество наград и даже был избран в действующий парламент, где заседал с 1950 года. После выхода на пенсию он стал членом совета своего старого клуба «Гонведа». Он также руководил командой на протяжении 47 матчей в период с января 1966 года по сентябрь 1967 года, после чего вернулся к своей позиции в совете. В 1974 году он был назначен главным тренером сборной Венгрии, но по состоянию здоровья был вынужден уйти с поста вскоре после начала работы.

### Семья
Сын Йожефа Божика — Петер Божик также стал футболистом и тренером. С марта по октябрь 2006 года был тренером сборной Венгрии по футболу в должности, которую в 1974 году занимал его отец. После трёх поражений в четырёх турах отборочного турнира Чемпионата Европы 2008 Петера Божика сменил Петер Вархиди, сын известного футболиста и тренера Паля Вархиди, который с 1954 года выступал в сборной Венгрии вместе с Йожефом Божиком.

### Смерть
Йожеф Божик скончался в Будапеште в возрасте 52 лет от сердечной недостаточности. Он стал почётным гражданином Кишпешта посмертно.

## Память
- В 1986 году его именем был назван стадион ФК «Гонвед» в Будапеште.
- В 2013 году стал почетным гражданином Будапешта.

## Интересные факты
Ему, человеку безупречно отслужившему венгерскому футболу, предлагали написать книгу воспоминаний об Aranycsapat и положении дел в венгерском футбольном хозяйстве, ведь Божик часто выступал со статьями в «Кепеш спорт» и в футбольных кругах был в «авторитете». Он неизменно отказывался. В книге ведь пришлось бы замалчивать или принижать роль Ференца Пушкаша, а подлости по отношению к другу детства Эчи [детское имя Пушкаша] друг Цуцу допустить не мог. Книга так и не была написана.

Пушкаш после 25-летнего отсутствия приедет в Венгрию в 1981-м, через три года после смерти Божика.

## Достижения

### Командные
- Олимпийский чемпион: 1952
- Вице-чемпион мира: 1954
- Обладатель Кубка Центральной Европы: 1953
- Чемпион Венгрии: 1949, 1950, 1952, 1954, 1955

### Личные
- Футболист года в Венгрии: 1952
- В декабре 1953 года награждён орденом Труда «за достижения в области футбола и ряд одержанных побед» и за победу над сборной Англии в выездной товарищеской игре[3].